# 交響曲第22番 (ホヴァネス)
交響曲第22番『光の都市』（"The City of Light"）作品236は、アラン・ホヴァネスが1971年に完成させた交響曲。

## 概要
バーミングハム100周年記念の一環として、アラバマ交響楽団がホヴァネスに作曲を依頼した。表題となっている光の都市は、ホヴァネスが思い描いた空想上の都市で、こうした全ての地上から悪を取り除く心霊主義は、彼の作品のほぼ全てを占めている。

## 楽器編成
フルート3(1奏者はピッコロ持ち替え)、オーボエ2、クラリネット3(1奏者はバスクラリネット持ち替え)、ファゴット3(1奏者はコントラファゴット持ち替え)、ホルン4、トランペット3、トロンボーン3、チューバ、ティンパニ、打楽器3、ハープ、チェレスタ、弦五部

## 構成
1. Allegro moderato
2. Angel of Light (Largo)
3. Allegretto Grazioso
4. Finale: Largo maestoso

曲は、コラールのようなメロディーと賛歌を伴った西洋の教会旋法によって書かれている。「光の天使」と題された第2楽章は、作曲者が幼少時に見たクリスマスの光景を描写している。第3楽章では10代の時に完成させたオペレッタ『ロータス・ブラッサム』の主題が引用されている。第4楽章では長い賛歌がある。